# ショウキラン
ショウキラン（鍾馗蘭、学名:Yoania japonica）はラン科ショウキラン属の多年草。葉緑体を持たず菌類に寄生する腐生植物。なお、ヒガンバナ属のショウキズイセンの別名でもある。ここではラン科植物の方について述べる。

## 生態
通年地下茎の形で成育し、7-8月の花期のみ花茎を地上に伸ばし、花を咲かせる。花茎の高さは10-25cmであり、鱗片状の葉を持つが目立たないので、地表から唐突に花序だけが生えた姿に見える。花は美しいピンク色をしており、1週間程度で黒くしおれる。腐生植物であり、光合成を行わず、菌根を形成し、共生により栄養を得ている。
腐生植物のラン科は数多いが、多くは黒っぽい褐色、あるいは白っぽいものであり、このように華やかな色のものは珍しい。別の意味で派手なものにツチアケビがある。名前は、花の形を烏帽子をかぶった鍾馗の姿に見立てたもの。

## 分布と生育環境
北海道西南部、本州、四国、九州、屋久島に広く分布し、山地の比較的日当たりが悪い場所に生育する。大分県や山口県ほか数県でレッドデータブックの絶滅危惧種に指定されている。

## 近縁種および別属の類似種
近縁種に、キバナノショウキラン(Yoania amagiensis) 環境省の絶滅危惧IB類、シナノショウキラン( Y. flava) 環境省の絶滅危惧IB類があるが、ともに個体数は少ない。
この属の人工栽培のためにはラン菌根菌との共生状態を作る必要があり、キバナショウキランにおいて研究がかつて行われた。
類似した名を持つものに、エンレイショウキラン(Acanthephippium yamamotoi) 環境省の絶滅危惧IA類、タイワンショウキラン(  A. sylhetense) 環境省の絶滅危惧IA類があるが、別属であり、腐生植物ではない。